# Bellegarde-en-Marche
Bellegarde-en-Marche este o comună în departamentul Creuse din centrul Franței. În 2009 avea o populație de 422 de locuitori.

## Evoluția populației
| An        | 1975 | 1982 | 1990 | 1999 | 2006 | 2009 |
| --------- | ---- | ---- | ---- | ---- | ---- | ---- |
| Populație | 417  | 407  | 425  | 425  | 417  | 422  |